# ريك روس
ريك روساو ريكى روزاى (بالإنجليزية: Rick Ross)‏ و اسمه الحقيقي ويليام روبرتس مطرب راب أمريكي من أصل هايتي مولود سنة 1977 في ولاية الميسيسيبي، اشتق اسمه تيمنا باحد كبار تجار المخدرات في لوس أنجلوس في الثمانينيات. 

نال شهرة واسعة في عالم الهيب هوب بعد إصداره أغنية "Hustlin'" سنة 2006 .

## روابط خارجية
- ريك روس على موقع IMDb (الإنجليزية)
- ريك روس على موقع ميوزك برينز (الإنجليزية)
- ريك روس على موقع رولينغ ستون (الإنجليزية)
- ريك روس على موقع إن إن دي بي (الإنجليزية)
- ريك روس على موقع أول ميوزيك (الإنجليزية)
- ريك روس على موقع ديسكوغز (الإنجليزية)
- ريك روس على موقع ديسكوغز (الإنجليزية)
- ريك روس على موقع قاعدة بيانات الفيلم (الإنجليزية)